# Jaylin Williams
Jaylin Michael Williams  Fort Smith, Arkansas, 26 de junio de 2002) es un jugador de baloncesto estadounidense que pertenece a la plantilla de los Oklahoma City Thunder de la NBA. Con 2,06 metros de estatura, juega en la posición de ala-pívot.

## Trayectoria deportiva

### Instituto
Williams jugó al baloncesto en el Northside High School en Fort Smith, Arkansas, donde fue compañero de equipo de Isaiah Joe. Como estudiante de segundo año, ayudó a su equipo a llegar a la final estatal Clase 7A. En su temporada júnior, Williams promedió 16 puntos, 11 rebotes y tres tapones por partido, y fue nombrado Jugador del Año de la División I de Arkansas por el periódico Northwest Arkansas Democrat-Gazette. En su último año, Williams promedió 18,7 puntos, 12,2 rebotes, 2,7 asistencias y 2,5 tapones por partido, siendo elegido Jugador del Año de Arkansas por Gatorade y repitiendo como Jugador del Año de la División I de Arkansas.

### Universidad
Jugó dos temporadas con los Razorbacks de la Universidad de Arkansas, en las que promedió 7,9 puntos, 7,7 rebotes y 1,8 asistencias por partido. En su última temporada fue incluido en el mejor quinteto de la Southeastern Conference por los entrenadores y ebn el segundo mejor por Associated Press, siendo incluido además en el mejor quinteto defensivo de la conferencia. Al término de esa temporada se declaró elegible para el draft de la NBA y optó por renunciar a su elegibilidad universitaria restante.

#### Estadísticas
| Año     | Equipo   | PJ | PT | MPP  | %TC  | %3P  | %TL  | RPP | APP | ROB | TPP | PPP  |
| ------- | -------- | -- | -- | ---- | ---- | ---- | ---- | --- | --- | --- | --- | ---- |
| 2020–21 | Arkansas | 26 | 5  | 15.9 | .478 | .304 | .742 | 4.7 | .8  | .5  | .7  | 3.7  |
| 2021–22 | Arkansas | 37 | 35 | 31.6 | .461 | .239 | .729 | 9.8 | 2.6 | 1.3 | 1.1 | 10.9 |
| Total   | Total    | 63 | 40 | 25.2 | .464 | .255 | .731 | 7.7 | 1.8 | 1.0 | .9  | 7.9  |

### Profesional
Fue elegido en la trigésimo cuarta posición del Draft de la NBA de 2022 por los Oklahoma City Thunder, equipo con el que firmó contrato el 19 de julio. Debutó en la NBA el 23 de octubre de 2022 ante Minnesota Timberwolves anotando 4 puntos. Esa temporada de rookie disputó 49 encuentros, 36 de ellos como titular. Logrando sus máximos de 15 puntos ante los Warriors y 16 rebotes ante los Rockets.
En su segunda temporada disputó 69 encuentros, pero solo uno como titular.
Durante su tercer año, el 7 de marzo de 2025 ante Portland Trail Blazers, registró el primer triple-doble de su carrera con 10 puntos, 11 rebotes y 11 asistencias. El 22 de junio de 2025 se proclamó campeón de la NBA por primera vez en su carrera tras vencer a Indiana Pacers en la Final de la NBA (4-3).

## Estadísticas de su carrera en la NBA
|  | Denota temporadas en las que su equipo fue Campeón de la NBA |

### Temporada regular
| Año     | Equipo        | PJ  | PT | MPP  | %TC  | %3P  | %TL  | RPP | APP | ROB | TPP | PPP |
| ------- | ------------- | --- | -- | ---- | ---- | ---- | ---- | --- | --- | --- | --- | --- |
| 2022-23 | Oklahoma City | 49  | 36 | 18.7 | .436 | .407 | .704 | 4.9 | 1.6 | .6  | .2  | 5.9 |
| 2023-24 | Oklahoma City | 69  | 1  | 13.0 | .417 | .368 | .805 | 3.4 | 1.6 | .4  | .4  | 4.0 |
| 2024-25 | Oklahoma City | 47  | 9  | 16.7 | .439 | .399 | .767 | 5.6 | 2.6 | .5  | .6  | 5.9 |
| Total   | Total         | 165 | 46 | 15.7 | .430 | .390 | .752 | 4.5 | 1.9 | .5  | .4  | 5.1 |

### Playoffs
| Año   | Equipo        | PJ | PT | MPP  | %TC  | %3P  | %TL  | RPP | APP | ROB | TPP | PPP |
| ----- | ------------- | -- | -- | ---- | ---- | ---- | ---- | --- | --- | --- | --- | --- |
| 2024  | Oklahoma City | 10 | 0  | 12.7 | .485 | .409 | .750 | 3.2 | 1.5 | .4  | .3  | 4.4 |
| 2025  | Oklahoma City | 17 | 0  | 8.3  | .429 | .360 | .545 | 1.9 | 1.0 | .5  | .1  | 2.6 |
| Total | Total         | 27 | 0  | 9.9  | .456 | .383 | .600 | 2.4 | 1.2 | .4  | .2  | 3.3 |